# Eugenia albicans
Eugenia albicans là một loài thực vật có hoa trong Họ Đào kim nương. Loài này được (O.Berg) Urb. mô tả khoa học đầu tiên năm 1895.